# Grind Bastard
Grind Bastard è il quinto album in studio del gruppo musicale Benediction, pubblicato nel 1998 dalla Nuclear Blast.

## Tracce
1. Deadfall - 4:37
2. Agonised - 4:13
3. West of Hell - 3:06
4. Magnificat - 4:49
5. Nervebomb - 3:36
6. Electric Eye (cover dei Judas Priest) - 4:57
7. Grind Bastard - 7:21
8. Shadow World - 3:12
9. The Bodiless - 3:30
10. Carcinoma Angel - 5:34
11. We the Freed - 2:39
12. Destroyer (cover dei Twisted Sister) - 4:18
13. I - 7:18
14. We Are the League (cover degli Anti-Nowhere League) - 2:28

## Formazione
- Dave Ingram - voce
- Frank Healy - basso
- Peter Rew - chitarra
- Darren Brookes - chitarra
- Neil Hutton - batteria